# Птах-гончар смугастий
Птах-гончар смугастий (Thripadectes holostictus) — вид горобцеподібних птахів родини горнерових (Furnariidae). Мешкає в Андах.

## Опис

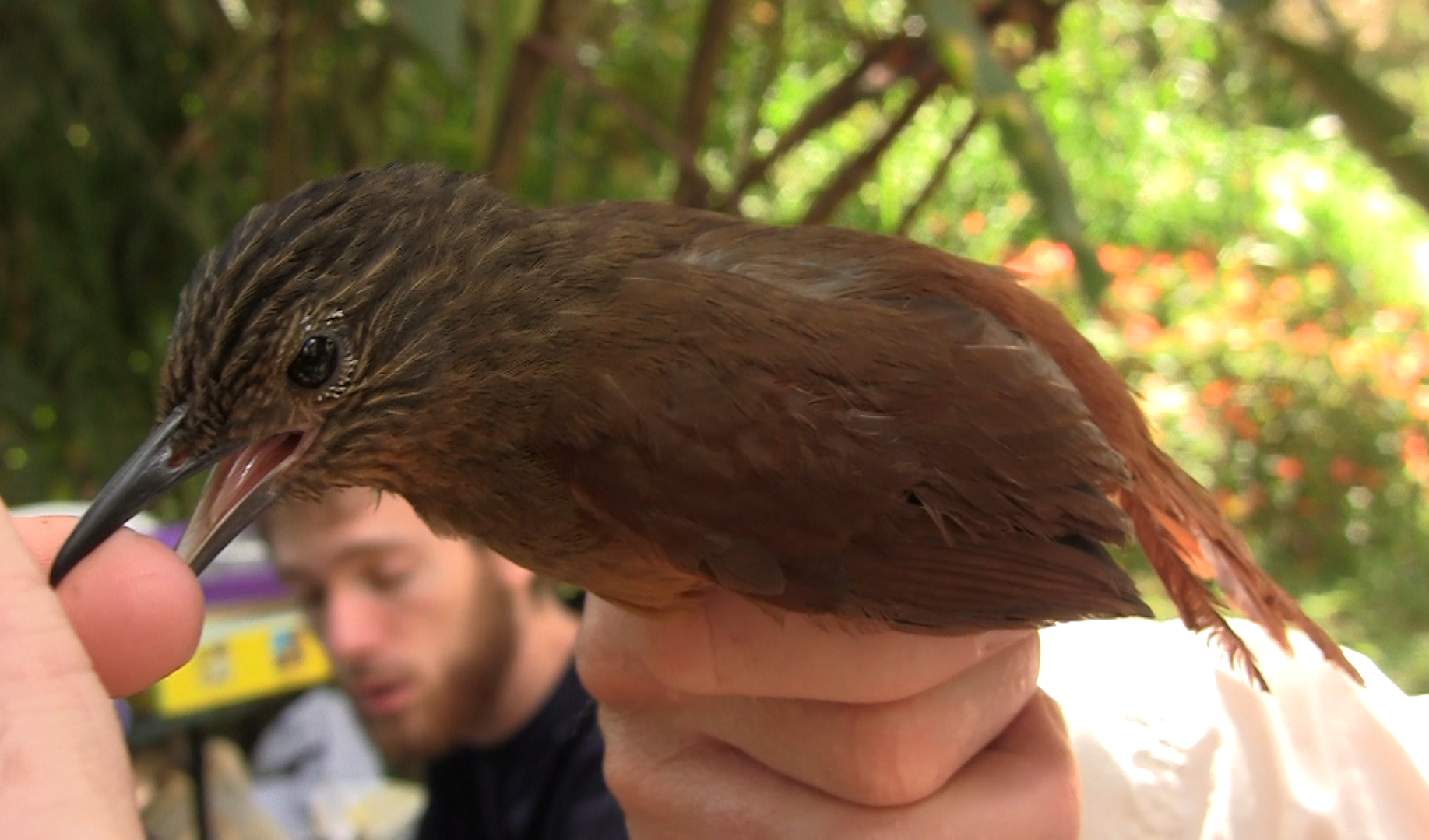
Смугастий птах-гончар

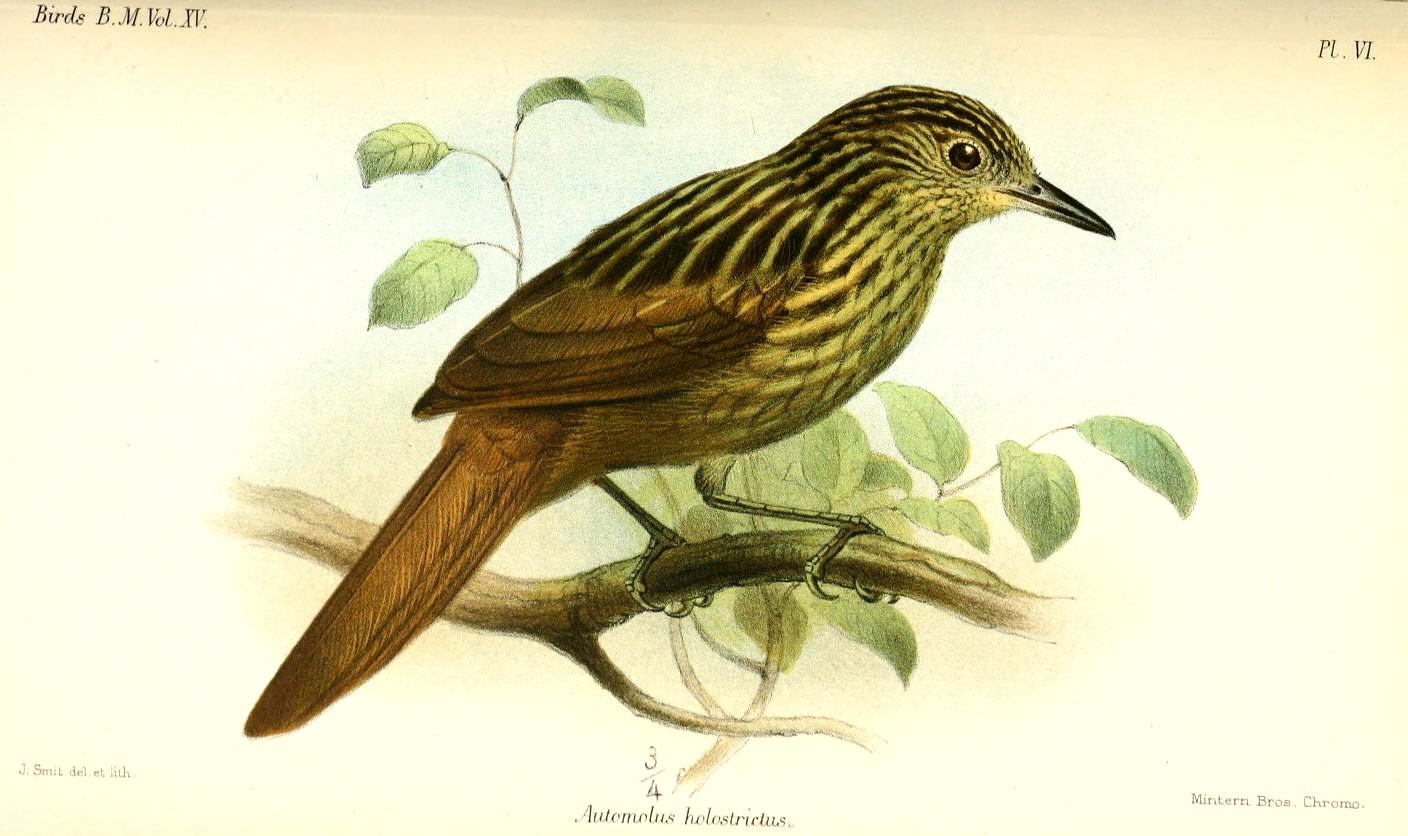
Смугастий птах-гончар

Довжина птаха становить 20-21 см, вага 38-49 г. Забарвлення переважно коричневе, поцятковане охристими смугами, особливо помітними на горлі і грудях. Надхвістя, хвіст і нижня частина тіла рудувато-коричневі. Дзьоб чорний. міцний і прямий. Кінчики стернових пер округлі.

## Підвиди
Виділяють три підвиди:
- T. h. striatidorsus (Berlepsch & Taczanowski, 1884) — Західний хребет Анд на південному заході Колумбії (Нариньйо) та на заході Еквадору (на південь до Чимборасо);
- T. h. holostictus (Sclater, PL & Salvin, 1876) — Анди на заході Венесуели (південно-західна Тачира), в Колумбії (Центральний хребет на південь від Антіокії і Східний хребет на південь від Норте-де-Сантандера), на сході Еквадору та на півночі Перу (на південь до Ла-Лібертада);
- T. h. moderatus Zimmer, JT, 1935 — Анди в Перу (на південь від Уануко) та на півночі Болівії (на південь до західного Санта-Крусу).

## Поширення і екологія
Смугасті птахи-гончарі мешкають у Венесуелі, Колумбії, Еквадорі, Перу і Болівії. Вони живуть в густому підліску вологих гірських тропічних лісів Анд. Віддають перевагу бамбуковим заростям Chusquea. Зустрічаються на висоті від 900 до 3000 м над рівнем моря, переважно на висоті від 2000 до 2300 м над рівнем моря в Еквадорі, на висоті від 1000 до 2700 м над рівнем моря в Колумбії та на висоті від 1800 до 2000 м над рівнем моря у Венесуелі.